# Гологузка (река)
Гологузка — река в России, протекает по Белозерскому району Курганской области. Устье реки находится в оз. Белое, расположенное у д. Гагарье и д. Мал. Заполой. Длина реки составляет 20 км.

## Данные водного реестра
По данным государственного водного реестра России относится к Иртышскому бассейновому округу, водохозяйственный участок реки — Тобол от города Курган до впадения реки Исеть, речной подбассейн реки — Тобол. Речной бассейн реки — Иртыш.
Код объекта в государственном водном реестре — 14010500412111200002425.